# Melanotrichus viridulus
Melanotrichus viridulus är en insektsart som först beskrevs av Knight 1928.  Melanotrichus viridulus ingår i släktet Melanotrichus och familjen ängsskinnbaggar. Inga underarter finns listade i Catalogue of Life.